# Dwór w Snowidzy
Dwór w Snowidzy – dwór wybudowany w połowie XVII w., w miejscowości Snowidza.

## Położenie
Dwór położony we wsi w Polsce położona w województwie dolnośląskim, w powiecie jaworskim, w gminie Mściwojów.

## Historia
Pierwotny dwór obronny otoczony była fosą, którą zasypano częściowo w latach 70. XX w. Wówczas zlikwidowano  drewnianą werandę a most do dworu przekształcono w podjazd i schody.  W połowie XVIII w.  na tarasach  po północnej i zachodniej strony założono ozdobne ogrody. W 1800 r. dwór przebudowano a ogrody wyposażono balustrady, wzniesiono również oranżerię. Zabytek jest częścią zespołu dworskiego, w skład którego wchodzi jeszcze park z XVIII w. na tarasach z platanami, jesionami i klonami.